# Bendigo International 2022
Il Bendigo International 2022 è stato un torneo di tennis giocato sul cemento. È stata la 15ª edizione del torneo, la 6ª maschile (e 2ª facente parte dell'ATP Challenger Tour), e la 14ª edizione femminile del Circuito ITF femminile. Si è svolto al Fosterville Gold Tennis Centre di Bendigo, in Australia, dal 3 al 9 gennaio 2022.
Il torneo maschile fa parte della categoria Challenger 80 nell'ambito dell'ATP Challenger Tour 2022, con un montepremi di 58 320 $, mentre quello femminile è di categoria W60+H dell'ITF Women's World Tennis Tour del 2022, con un montepremi di 60 000 $+H.

## Partecipanti ATP Challenger

### Teste di serie
| Nazionalità          | Giocatore        | Ranking* | Testa di serie |
| -------------------- | ---------------- | -------- | -------------- |
| Serbia               | Nikola Milojević | 138      | 1              |
| Turchia              | Cem İlkel        | 144      | 2              |
| Francia              | Hugo Grenier     | 150      | 3              |
| Francia              | Quentin Halys    | 151      | 4              |
| Italia               | Salvatore Caruso | 157      | 5              |
| Bosnia ed Erzegovina | Damir Džumhur    | 158      | 6              |
| Stati Uniti          | Stefan Kozlov    | 159      | 7              |
| Stati Uniti          | Ernesto Escobedo | 164      | 8              |
| Taipei cinese        | Jason Jung       | 178      | 9              |
| Francia              | Enzo Couacaud    | 179      | 10             |
| Kazakistan           | Dmitry Popko     | 180      | 11             |
| Slovenia             | Blaž Rola        | 181      | 12             |
| Germania             | Daniel Masur     | 183      | 13             |
| Bulgaria             | Dimitar Kuzmanov | 187      | 14             |
| Argentina            | Renzo Olivo      | 189      | 15             |
| Belgio               | Zizou Bergs      | 192      | 16             |

* Ranking al 27 dicembre 2021.

### Altri partecipanti
I seguenti giocatori hanno ricevuto una wild card per il tabellone principale:
- Moerani Bouzige
- Thomas Fancutt
- Omar Jasika
- James McCabe
- Matthew Romios

I seguenti giocatori sono passati dalle qualificazioni:
- Aaron Addison
- Matthew Dellavedova
- Kody Pearson
- Jaroslav Pospíšil

I seguenti giocatori sono entrati in tabellone come lucky loser:
- Charlie Camus
- Cooper Errey

## Partecipanti ITF W60+H

### Teste di serie
| Nazionalità | Giocatrice       | Ranking* | Testa di serie |
| ----------- | ---------------- | -------- | -------------- |
| Spagna      | Cristina Bucșa   | 161      | 1              |
| Spagna      | Rebeka Masarova  | 163      | 2              |
| Svizzera    | Ylena In-Albon   | 166      | 3              |
| Stati Uniti | Grace Min        | 171      | 4              |
| Stati Uniti | Robin Anderson   | 172      | 5              |
| Stati Uniti | CoCo Vandeweghe  | 174      | 6              |
| Georgia     | Mariam Bolkvadze | 176      | 7              |
| Stati Uniti | Jamie Loeb       | 178      | 8              |
| Paesi Bassi | Arianne Hartono  | 187      | 9              |

* Ranking del 27 dicembre 2021.

### Altre partecipanti
Le seguenti giocatrici hanno ricevuto una wild card per il tabellone principale:
- Catherine Aulia
- Alison Bai
- Talia Gibson
- Alana Parnaby

Le seguenti giocatrici sono passate dalle qualificazioni:
- Hanna Chang
- Fernanda Contreras
- Victoria Jiménez Kasintseva
- Yuki Naito
- Whitney Osuigwe
- Kathinka von Deichmann
- You Xiaodi
- Joanne Züger

La seguente giocatrice è entrata in tabellone come lucky loser:
- Beatrice Gumulya

## Punti e montepremi

### Maschile
| Torneo    | Torneo              | V     | F     | SF    | QF    | 3T  | 2T  | 1T  | Q | Q3 | Q2  | Q1  |
| Singolare | Punti               | 80    | 50    | 30    | 16    | 7   | 4   | 0   | 2 | 0  | 1   | 0   |
| Singolare | Premi in denaro ($) | 7 200 | 4 240 | 2 510 | 1 460 | 860 | 520 | 390 | 0 | 0  | 260 | 130 |
| Doppio    | Punti               | 80    | 50    | 30    | 16    | –   | –   | 0   | – | –  | –   | -   |
| Doppio    | Premi in denaro ($) | 3 100 | 1 800 | 1 080 | 640   | –   | –   | 360 | – | –  | –   | –   |

## Campioni

### Singolare maschile
Ernesto Escobedo ha sconfitto in finale  Enzo Couacaud con il punteggio di 5–7, 6–3, 7–5.

### Singolare femminile
Ysaline Bonaventure ha sconfitto in finale  Victoria Jiménez Kasintseva con il punteggio di 6–3, 6–1.

### Doppio maschile
Ruben Bemelmans /  Daniel Masur hanno sconfitto in finale  Enzo Couacaud /  Blaž Rola con il punteggio di 7–6(2), 6–4.

### Doppio femminile
Fernanda Contreras /  Alycia Parks hanno sconfitto in finale  Alison Bai /  Alana Parnaby con il punteggio di 6–3, 6–1